# مری دوران
مری دوران (انگلیسی: Mary Doran؛ ۸ سپتامبر ۱۹۱۰ – ۶ سپتامبر ۱۹۹۵) بازیگر اهل ایالات متحده آمریکا بود. وی بین سال‌های ۱۹۲۷ تا ۱۹۴۴ میلادی فعالیت می‌کرد. او تحصیلاتش در دانشگاه کلمبیا پس از سه سال نیمه تمام رها کرد تا به بازیگری بپردازد.
از فیلم‌هایی که وی در آن نقش داشته است، می‌توان به زن مطلقه، مرد آهنی و دیوانه سینما اشاره کرد.